# راسيل ماثيوز
راسيل ماثيوز (بالإنجليزية: Russell Matthews)‏ هو مهندس مدني ومهندس نيوزيلندي، ولد في 19 يوليو 1896، وتوفي في 25 نوفمبر 1987.